# 藤島淑子
藤島 淑子（ふじしま としこ、1974年 - ）は日本の経営コンサルタント、インディプロス代表取締役。

## 来歴
静岡県西遠女子学園中学校・高等学校、東京大学法学部第2類（公法コース）卒業。東京大学卒業後はアンダーセンコンサルティングに入社。主に官公庁やヘルスケア業界の業務プロセス改革、業務システム設計および構築に携わった。2005年10月にインディプロス社を設立。また、女性向けビジネススキル研修のコンテンツ開発やファシリテーションの活動も行っている。